# 安吴堡战时青年训练班革命旧址

## 历史
安吴堡战时青年训练班革命旧址位于中国陕西省咸阳市泾阳县蒋路乡安吴堡（现为安吴镇安吴堡村），是抗日战争期间中国共产党创办的培养青年干部的学校。1992年被列为第三批陕西省文物保护单位，2013年被列为第七批全国重点文物保护单位。
1937年10月，中共中央派冯文彬、贾拓夫于泾阳县于右任的斗口农场开办“战时青年短期训练班”。1938年1月由于校舍紧张，从第四期开始迁至安吴堡的吴氏庄园（现称吴家大院），庄园主人吴氏寡妇吴周氏（周莹）的养子吴怀先不仅捐献家产资助抗日，还将吴家东院赠予中共，开办“战时青年训练班”。“虽然现在只能看到仅存的占地17亩的东院，但那时，占地240亩的吴氏庄园保存完好，五大院都在，解决了学员的住宿问题，所有学员就在这里打通铺。”朱德任名誉主任，冯文彬及胡乔木任正副主任。东院是一座三进四合院，青训班时期原来的倒座房和下人房改为保卫科和办公处，原来的会客厅改为班部会议室，东、西厢房则分别是青训班教务处和总务处。上房的大门上如今悬挂1988年胡乔木题写的牌匾“安吴青训班旧址”。望月楼是青训班主任、副主任办公居住地，二楼是西北青年救国联合会办公场所。东侧的迎祥宫是职工大队、医务科、青年书店所在，迎祥宫的戏楼是青训班学员宣传训练场所。东北方向的吴氏陵园柏树成林，是学员的露天课堂。
1938年4月，改名为“战时青年训练班”，俗称安吴堡战时青年训练班。鼎盛时期，每期学员人数超过1000人，并成立了剧团，创办刊物《西青救与青训班》。毛泽东要求青训班扩大规模，来者不拒。因此，青训班不断壮大，分成了军事连、干部连、儿童连、妇女连等。
1938年8月朱德从前线回延安时给青训班学员们作抗战形势报告，还为学员题词“学好本领上前线”。毛泽东在1939年10月5日为纪念安吴堡战时青年训练班创办两周年的题词：“带着新鲜血液与朝气加入革命队伍的青年们，无论他们是共产党员或非党员都是可贵的。没有他们，革命队伍就不能发展，革命就不能胜利……”。
1939年6月，陕北公学与延安鲁迅艺术学院、延安工人学校和安吴堡战时青年训练班四校联合成立了华北联合大学，学生有1500人，后来逐渐发展为中国人民大学。
1938年至1939年该班派出7个战地工作团干部到华北抗日根据地工作。1940年初大部分工作团干部到延安创办泽东青年干部学校，同年4月，该训练班结束工作。吴氏庄园是班部所在地，供开会、上课、住宿用，南北长68.3米，东西宽26.7米，有门厅、东西厢房、六椽厅、大殿等建筑。迎祥宫为学员集合娱乐场所，为二层楼阁，面阔三间11.1米，进深三间12.2米，硬山顶。吴氏家族墓地是露天课堂，位于村东，面积约3000平方米，有石碑、石翁仲、石马、石狮等。

## 学员校友
从1937年11月至1940年4月底历时两年半，青训班共举办了14期，连队127个，培养了1.2万余名学员。
- 范理：中国人民解放军开国大校，总参某部副部长、副政委
- 刘瑄：中国人民解放军开国少将，中国人民解放军第六十军政委，第七机械工业部一院院长
- 罗文：中国人民解放军开国少将
- 刘鸿志：中国航空工业老领导
- 施家淦：航天固体火箭专家，第七机械工业部第四研究院副院长
- 纪希晨：《人民日报》原高级记者、《中国老年报》第一副总编
- 高鸿：化学家，中国科学院院士
- 刘炽：作曲家
- 凌子风：电影导演
- 胡朋：北京电影制片厂演员
- 石鲁：著名国画家
- 刘湧：北京市公安局副局长、北京市高级人民法院院长，北京市政协副主席。
- 姚克：安徽省副省长